# Słupia (Szczutowo)
Pour les articles homonymes, voir Słupia.
Słupia (prononciation : [ˈswupja]) est un village polonais de la gmina de Szczutowo dans le powiat de Sierpc de la voïvodie de Mazovie dans le centre-est de la Pologne.
Il se situe à environ 5 kilomètres au sud-ouest de Szczutowo (siège de la gmina), 11 kilomètres à l'ouest de Sierpc (siège du powiat) et à 127 kilomètres au nord-ouest de Varsovie (capitale de la Pologne).

## Histoire
De 1975 à 1998, le village appartenait administrativement à la voïvodie de Płock.

Depuis 1999, il appartient administrativement à la voïvodie de Mazovie